# Ignác Kaviak
Ignác Kaviak (magyarosan Kaviák Ignác) (Szlanica, 1861. szeptember 25. – Pozsony-Virágvölgy, 1885. július 15.) római katolikus lelkész, irodalomtörténész.

## Életpályája
Gimnáziumi tanulmányai után 1878-ban felvették az esztergom-főegyházmegyei növendék papok közé. A bölcseletet és teológiát Esztergomban hallgatta. 1884. július 15-én szentelték fel. Segédlelkész volt Pozsony-Virágvölgyön. Itt halt meg 1885. július 15-én. 
Szakíróként főleg a szlovák irodalmat gyűjtötte és vizsgálta. Terjedelmes bibliográfiai műve kéziratban maradt.

## Művei
- Cikkei az esztergomi növendékpapság Emlékkönyvében (1883. Az esztergomi szent Istvánról nevezett ősrégi papnövelde története) és a M. Koronában (1884. Dr. Szabó József élete) jelentek meg.
- Munkája (Slaničan néven): Rozpomienka na Jána Holeho, jeho život a učinkovanie. Nagyszombat, 1885 (Emlékezés Hollý Jánosra, élete és működése, kiadta Kollár Márton)
- Kéziratban maradt 91 írott ív terjedelmű bibliográfiai műve: Az esztergomi megyei egyházi irodalmi iskola története s tagjainak irodalmi munkássága.